# The Collective (banda)
The Collective fue una boy band australiana de pop formada por Trent Bell, Julian De Vizio and Jayden Sierra. Todos ellos se conocieron en el concurso The X Factor de Australia en 2012, obteniendo el tercer puesto. Firmaron con Sony Australia ese mismo año, lanzando su primer sencillo, "Surrender", que alcanzó el puesto número #6 en la ARIA Singles Chart.

## Discografía

### Álbumes
| Título         | Detalles del Álbum                                                                                          | Clasificación en las listas | Certificaciones |
| Título         | Detalles del Álbum                                                                                          | AUS                         | Certificaciones |
| -------------- | --- | --------------------------- | --------------- |
| The Collective | - Lanzamiento: 14 de diciembre de 2012 - Discográfica: Sony Music Australia - Formato: CD, Descarga digital | 11                          | - ARIA: Gold    |

### Sencillos
| Título                   | Año  | Clasificación en las listas | Clasificación en las listas | Certificaciones | Álbum          |
| Título                   | Año  | AUS                         | KOR                         | Certificaciones | Álbum          |
| ------------------------ | ---- | --------------------------- | --------------------------- | --------------- | -------------- |
| "Surrender"              | 2012 | 6                           | 97                          | - ARIA: Gold    | The Collective |
| "Last Christmas"         | 2012 | —                           | —                           |                 | The Collective |
| "Another Life"           | 2013 | 47                          | —                           |                 | Sin determinar |
| "Burn the Bright Lights" | 2014 | 34                          | —                           |                 | Sin determinar |
| "Lazy Love"              | 2014 | —                           | —                           |                 | Sin determinar |
| "Problem"                | 2014 | —                           | —                           |                 | Sin determinar |
| "The Good Life"          | 2014 | 74                          | —                           |                 | Sin determinar |